# Sasek Wielki (jezioro)
Sasek Wielki (Kobylocha, Kobyłocha, Szoba) – jezioro w Polsce położone w województwie warmińsko-mazurskim, w powiecie szczycieńskim, w gminie Szczytno. Tę samą nazwę ma też wieś Sasek Wielki.

## Hydronimia
Jezioro występuje w dokumentach, mapach i w języku potocznym pod bardzo wieloma nazwami: Sasek Wielki, Kobylocha, Kobyłocha, Szoba, Szoba Wielka, Szoby, Szoby Wielkie, Saskie.

## Opis
Sasek Wielki to największe jezioro w powiecie szczycieńskim. Jego powierzchnia wynosi 870,5 ha (według innych źródeł 869 ha). Średnia głębokość zbiornika to 8,1 m, a maksymalna 38 m. Sasek Wielki ma długość 12,45 km, jego szerokość wynosi natomiast 2,5 km. Na jeziorze znajdują się dwie wyspy o powierzchni 1,2 ha. Na terenie całego zbiornika i jego brzegów obowiązuje strefa ciszy. Sasek Wielki to jezioro o typie sielawowym.
Sasek Wielki jest typowym jeziorem rynnowym – ciągnie się z północy na południe, przy czym najszersza jest część południowo-centralna. Linia brzegowa jest rozwinięta. Brzegi pagórkowate, miejscami wysokie i strome, miejscami płaskie i łagodnie wzniesione. Porośnięte nierównomiernie (trzcina, pałka szerokolistna). Wzdłuż zalesionego brzegu zachodniego i przy krańcu północnym znajdują się liczne tereny bagniste i torfowiska. Jezioro składa się z 2 zbiorników połączonych wąskim przesmykiem. Mniejszy, południowy, o powierzchni ok. 180 ha leży w granicach gminy Szczytno, większa część w gminie Dźwierzuty.

### Wyspy
- Pierwsza porośnięta olchą, coraz bardziej podtapiana, ma powierzchnię 0,4 ha i znajduje się w środkowej, najbardziej rozszerzonej części jeziora, w odległości ok. 400 m od zachodniego brzegu.
- Druga, przy północnym krańcu jeziora, jest pagórkowata i bezleśna, a także dwukrotnie większa od pierwszej.

### Podstawowe cieki wodne
- na północnym krańcu wpływa struga z Jeziora Szczepankowskiego
- na południowym krańcu wypływa rzeka Saska do jeziora Młyński Staw
- połączenie kanałem (rowem) z Jeziorem Małszewkiem
- połączenie kanałem (rowem) z Jeziorem Linowskim
- połączenie kanałem (rowem) z Jeziorem Fręckim

## Turystyka i wędkarstwo
- Jezioro sielawowe, dominuje: leszcz, płoć, szczupak, okoń.
- Obecnie jezioro w III stopniu czystości wody.
- Wiele osiedli domków letniskowych i pól namiotowych.
- Trasy kajakowe, m.in. szlak kajakowy Saską na południe do Sawicy, dalej Omulwi.
- Ciekawe trasy rowerowe - np. w okolicach Łysej Góry i Elganowa.
- Jezioro dzierżawione jest przez okręg PZW Mazowiecki. Do wędkowania upoważnia opłacona składka okręgowa na wody nizinne

## Zabudowania i dojazd
- Wzdłuż wschodniego brzegu, coraz bardziej oddalając się od jeziora, przebiega droga krajowa nr 57 Szczytno – Dźwierzuty. Od drogi, w okolicy Dębówka, odchodzi utwardzona droga do wsi Kobyłocha. Dalej jest zjazd na Dąbrowe. Na całej długości odchodzi też w stronę jeziora bardzo wiele dróg gruntowych prowadzących do domków wypoczynkowych i campingów nad jeziorem.
- Obok południowego krańca przebiega droga krajowa nr 53 Szczytno – Pasym i tu znajduje się wieś Jęcznik.
- Od zachodu wiele dróg gruntowych, ale tu brak ośrodków wypoczynkowych i mało zabudowań.